# Бреннберг
Бреннберг (нем. Brennberg) — община в Германии, в земле Бавария. 
Подчиняется административному округу Верхний Пфальц. Входит в состав района Регенсбург. Подчиняется управлению Вёрт ан дер Донау.  Население составляет 1872 человека (на 31 декабря 2010 года). Занимает площадь 30,77 км².
Община подразделяется на 4 сельских округа.

## Население
По оценке на 31 декабря 2015 года население общины Бреннберг составляет 1956 чел. 

| Дата      | 1840 | 1871 | 1900 | 1925 | 1939 | 1950 | 1961 | 1970 | 1987 | 2011 |
| --------- | ---- | ---- | ---- | ---- | ---- | ---- | ---- | ---- | ---- | ---- |
| Население | 1405 | 1577 | 1503 | 1594 | 1532 | 1687 | 1490 | 1616 | 1555 | 1917 |

| Год       | 1960 | 1970 | 1980 | 1990 | 2000 | 2009 | 2010 | 2011 | 2012 | 2013 | 2014 | 2015 |
| --------- | ---- | ---- | ---- | ---- | ---- | ---- | ---- | ---- | ---- | ---- | ---- | ---- |
| Население | 1500 | 1612 | 1497 | 1667 | 1760 | 1865 | 1872 | 1913 | 1900 | 1920 | 1920 | 1956 |